# Gamagara
Gamagara es un municipio local sudafricano situado en el distrito de John Taolo Gaetsewe, en la provincia de Cabo Septentrional.

## Superficie
Gamagara tiene una superficie de 2648 km².

## Demografía
En 2022, tenía 29 580 habitantes, una densidad poblacional de 11,17 hab./km², y 10 431 viviendas.